# Rub-a-dub
 (février 2024).
Si vous disposez d'ouvrages ou d'articles de référence ou si vous connaissez des sites web de qualité traitant du thème abordé ici, merci de compléter l'article en donnant les références utiles à sa vérifiabilité et en les liant à la section « Notes et références ».
Genres dérivés
Raggamuffin, early ragga, ragga hardcore
Genres associés
Dub, dub poetry, one drop, ragga jungle
Le rub-a-dub (aussi connu par son appellation jamaïcaine early dancehall) est un genre musical dérivé du reggae, ayant émergé vers la fin des années 1970 en Jamaïque. Il suit le roots rockers et précède le early digital.

## Histoire

### Origines
Le rub-a-dub (littéralement « rantanplan » d'un tambour) émerge en 1979 en Jamaïque, à partir d'un genre appelé DJ style, originaire de New York, aux États-Unis, et vient directement du reggae.
Le rub-a-dub est une variante du roots reggae très épuré, voire « squelettique », dont l'ossature est constituée  par la section rythmique basse et batterie principalement. À cette section rythmique peut s'ajouter parfois un piano, parfois un orgue et le skank de guitare. Les riddims (versions instrumentales) sont caractérisés par des batteries très dominantes qui jouent majoritairement des beats massifs (balancier binaire), grosse caisse premier temps et snare troisième temps, souvent simples parfois plus complexes, toujours accompagnés d'une ligne de basse hypnotisante. On retrouve quelquefois, rarement certaines rythmiques roots, tel que le stepper et le one drop, ou encore parfois le beat est breaké avec des contre-temps de toms. Enfin l'une des caractéristiques principales de ce style est le mixage. En effet il n'est pas rare que les versions vocales soient très « dubbées » ; ainsi les parties mélodiques sont souvent « mutées » au profit du couple basse batterie et de nombreux effets viennent ponctuer l'évolution du morceau, comme de la réverbération et des échos ; en somme les mixages sont travaillés live and direct à la manière du dub.
Ce style est aussi l'avènement des deejays ou toasters qui s’exprimaient déjà largement depuis longtemps en Jamaïque dans les sound systems. Il se différencie du reggae roots traditionnel par le fait que l'on pourrait qualifier ce dernier comme complément idéal (ou musique « sacrée ») envers la foi rastafarienne : une musique véhiculant le message spirituel de la lutte contre l'oppression, le système et les injustices, du retour vers la terre promise (l'Afrique), de l'Ancien Testament (de nombreuses paraboles bibliques). Le rub-a-dub, quant à lui aborde des thématiques beaucoup plus légères même s'il conserve ce côté commentaire social (sur les problèmes de la vie quotidienne) inhérent au reggae, le slackness mêlée à une certaine forme d'egotrip sur un ton humoristique de certains deejays (General Echo, Yellowman) contrebalancent le ton sentencieux du reggae roots. La rythmique dépouillée du rub-a-dub semble suivre l'évolution de la funk américaine du début des années 1980 et, de l'assimiler au stepper jamaïcain (style transitionnel du rockers style de la toute fin des années 1970), le son dubbé, paradoxalement épuré mais très propre de cette période contraste avec le son brut et rugueux du reggae roots des années 1970. La dimension rastafarienne perd de son âme avec le rub-a-dub, le style se prête à la romance (phénomène qui s'amplifie avec le numérique, avec l'avènement des egotrips songs et autres gun tunes).
Les années 1970 sont gangrénées en Jamaïque, par les violences politiques, le phénomène des « Garrisons », ces circonscriptions contrôlées par le JLP et le PNP, les deux seuls partis politiques jamaïcains se menant une lutte sans merci pour contrôler les différents quartiers de Kingston, par le biais des gunmen, n'épargnant personne. Le roots reggae reflétait cette époque tourmentée : on chantait des chants spirituels afin de se libérer de ces tensions fratricides mais en les combattant avec des métaphores bibliques liant les souffrances des rastafariens aux tribulations des premiers israélites. Tandis que le reggae se veut espoir ; le rub-a-dub, quant à lui ne se fait aucune illusion : paradoxalement le son et les paroles sont moins profonds, moins contestataires ; le message n'est plus la priorité, l'heure est au divertissement, les DJ supplantent les chanteurs. Mais en Jamaïque, la vie se durcit avec l'arrivée de la droite au pouvoir en 1980, les violences seront pires.

### Émergence
Ce genre est né de la volonté du producteur Junjo aidé de son ami chanteur et producteur Linval Thompson de faire revenir le reggae dans les sound systems, en le faisant évoluer et en cherchant à s'adresser à la jeunesse de Kingston. Le groupe d'accompagnement qui a fait naitre le style rub-a-dub sont les Roots Radics, travaillant au Channel One Studios, qui réaffirme sa prédominance plus que jamais avec ce nouveau style et dont la domination ne déclinera qu'après 1985 ; l'essentiel des riddims y étant enregistré pendant plus de six ans (Sly and Robbie ayant largement suit la tendance ; quant aux high times autour de Chinna Smith qui lui ont conféré un son plus rond, plus groove, plus proche du roots. Ces deux autres formations enregistraient également à Channel one). 
Scientist étant l'ingénieur du son qui lui a donné ses caractéristiques particulièrement entre 1979 et 1982, Jah Thomas a contribué à sa formation entre 1980 et 1982 et Prince Jammy plus tardivement, à partir de 1983. On peut également noter l'importance de l'ingénieur du son Soljie Hamilton qui à partir de 1982 prend de l'importance à Channel one et épure de plus en plus le son (insistant notamment sur des pianos profonds et des snares puissants) et qui dubbait les vocals de façon à leur donner un maximum de résonance. Enfin toujours à Channel one on peut citer Peter chemist à partir de 1984 qui lui donnera un son plus typé 80s notamment sur les batteries et avec des effets dubs assez originaux.

### Popularité et déclin
Le dub-a-rub est le style dominant en Jamaïque jusqu'en 1985, date à laquelle il est remplacé progressivement par le raggamuffin (early digital), avec la révolution digitale Sleng Teng qui annonce l'avènement d'un autre producteur et dubmaster Lloyd « King Jammy » James, formé par King Tubby, un des ingénieurs du son fétiches de Bunny Lee et de la plupart des producteurs de la Jamaïque dès le milieu et la fin des années 1970. Avec « Prince » Phillip Smart (qui émigra par la suite aux États-Unis, et qui produira des artistes tels que Scion Success dans les années 1980), Prince Jammy est en quelque sorte le chainon manquant entre les deux visionnaire du dub, King Tubby et Scientist.

## Artistes représentatifs
Ils comprennent notamment Al Campbell, Barrington Levy, Charlie Chaplin, Clint Eastwood, Cocoa Tea, Dennis Brown, Don Carlos, Eek-A-Mouse, Frankie Paul, Freddie McGregor, Freddie McKay, Gregory Isaacs, Half Pint, Hugh Mundell, Ini Kamoze, Jah Thomas, Johnny Osbourne, Johnny Ringo, Josey Wales, Junior Murvin, Junior Reid , Lee Van Cleef, Linval Thompson, Little John, Lone Ranger, Louie Lepke, Michael Palmer, Michael Prophet, Prince Jammy, Purpleman, Ranking Joe, Rod Taylor, Roots Radics, Scientist, Sister Nancy, Sly and Robbie, Sugar Minott, Tenor Saw, Toyan, Tristan Palmer, Wayne Smith, et Yellowman.
Les producteurs représentatifs sont Henry Lawes (label Volcano) et Linval Thompson (label Thompson Sounds). Les labels comprennent notamment Greensleeves Records.